# Эль-Кусайр (район)
Эль-Кусайр (араб.  منطقة القصير ‎) — район (минтака) в составе мухафазы Хомс, Сирия.
Административный центр — город Эль-Кусайр.

## География
Район расположен в западной части мухафазы. На севере, востоке и юго-востоке граничит с районом Хомс, на западе и юго-западе — с территорией Ливана.

## Административное деление
Административно район Эль-Кусайр разделён на две нахии:
| Нахия      | Административный центр | Население (2004 г.), чел. | Карта |
| ---------- | ---------------------- | ------------------------- | ----- |
| Эль-Кусайр | Эль-Кусайр             | 107 470                   |       |
| Эль-Хауз   | Эль-Хауз               | н/д                       |       |